# 似曜岩

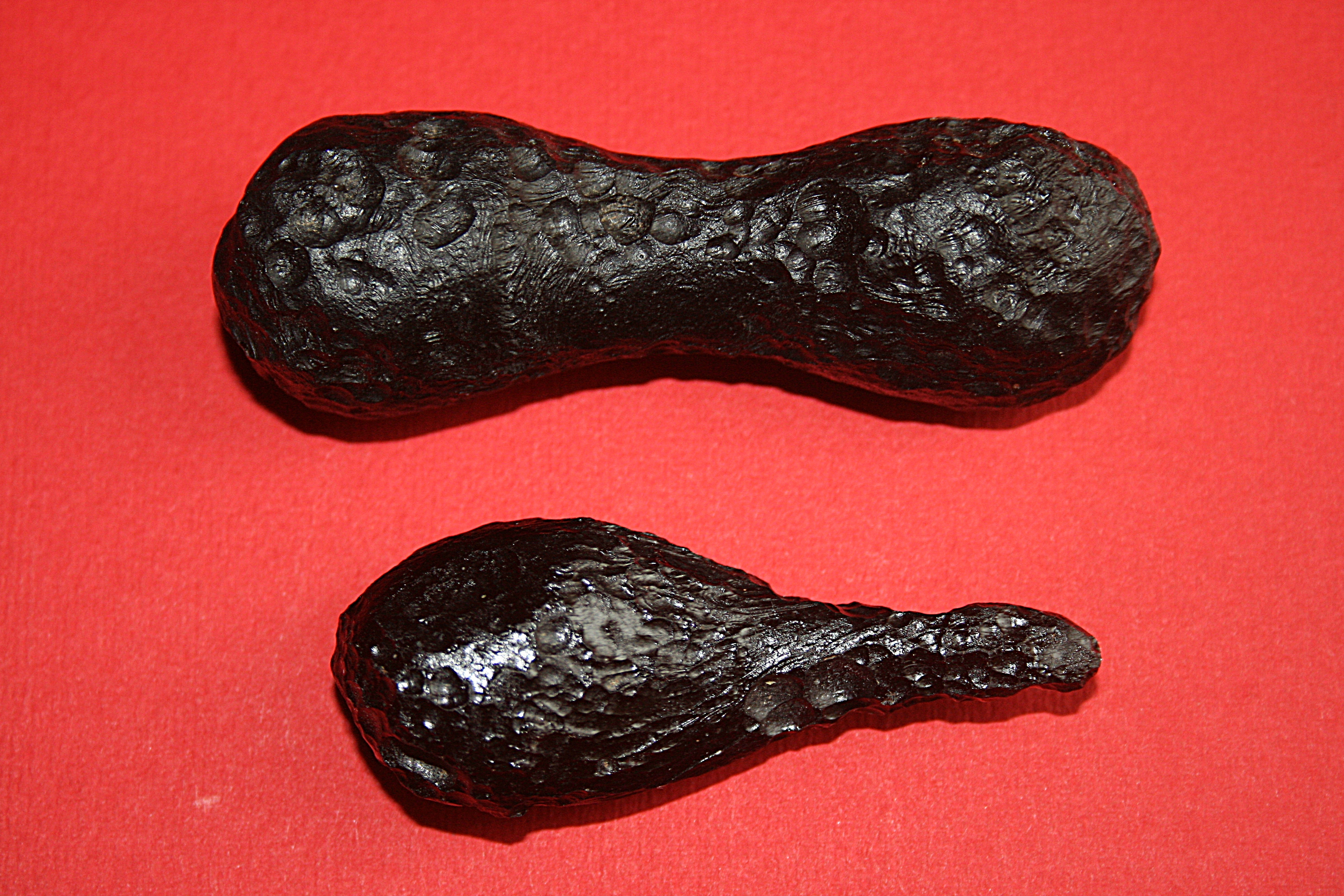
两块衝擊玻璃

似曜岩（英語：tektite），或從外語譯作衝擊玻璃，中国古代則俗稱雷公墨，是一类天然形成的玻璃物体，目前一般认为是大型陨石碰撞地表时，地表岩石和陨石被快速加热融化溅起后，下落并冷却而形成，過去有少数研究人员认为其是在地外形成后降落到地球的，但已被後續研究徹底推翻。華語圈常將衝擊玻璃稱為玻璃隕石，是長久以來的錯誤翻譯，加上坊間商家炒作而導致的積非成是。外观类似黑曜岩，故稱為似曜岩。
似曜岩／衝擊玻璃的外形多为球状、哑铃状、液滴状、纽扣状和不规则形状，内常含有气泡空腔。陆地上找到的衝擊玻璃直径一般几毫米到十几厘米，海洋沉积物中的微衝擊玻璃则有些只有40微米大小。外观黑色、褐色或深绿色，半透明；易碎，断口常为贝壳状。
比重2.3-2.6，折射率1.48-1.62。化学成分上二氧化硅含量很高，还可能含有焦石英、柯石英、斜锆石和铁镍金属等，含水则很少（平均含水量0.005%）。

## 分布
地球上的衝擊玻璃主要集中分布于4个区域，同一区域的陨石年龄近似：
- 欧洲区：德国巴伐利亚，年龄约1500万年。其中在捷克摩拉维亚地区的称摩達維石（Moldavite）。
- 亚澳区，目前还没有发现相应的陨石坑，年龄约70万年
  - 澳大利亚衝擊玻璃（Australites），深色或黑色
  - 印度支那衝擊玻璃（Indochinites），东南亚，深色或黑色
  - 中国衝擊玻璃，黑色
- 北美区，主要发现于美国得克萨斯州（黑色）和佐治亚州（绿色），年龄约3400万年。
- 科特迪瓦区，科特迪瓦、加纳附近，年龄值约100万年。

## 成因
近期研究认为它是地球物质受撞击后的產物。巨大的陨石或彗星(核)撞击地球，使地球表面的砂岩物质(砂岩或部分酸性岩桨岩)被熔融，而且飞溅到高空，经一段时问的飞行，又骤然冷却来不及结晶落到地面所致，依据是，亚澳散布区的东南亚与北美玻璃陨石中分别发现了二氧化硅与锆石的冲击变质产物—柯石英和斜锆石，以及金属镍铁珠球。
早期研究曾认为玻璃陨石是与地球有相似地质发展史的行星分裂后，部分熔融物质陨落到地面所致，或者是月球上的火山物质或陨石撞击月球产生的熔融物散落而成。但這些說法已經被後續的研究徹底推翻。
目前衝擊玻璃的成因已經完全定案，地球化學的证据表明衝擊玻璃是由巨大的地外物体撞击地面，撞击抛射的熔融物在高空迅速冷凝，固化散落而成。